# پاسخ حالت‌صفر
پاسخ حالت‌صفر به پاسخی از یک سامانه گفته می‌شود که تنها بر اثر ورودی سامانه ایجاد شده و حالت (شرایط) اولیهٔ سامانه در آن بی‌تأثیر بوده است. در یک مدار الکتریکی پاسخ حالت صفر، به پاسخی از مدار به یک ورودی گفته می‌شود که در لحظهٔ اعمال ورودی، شرایط اولیهٔ مدار صفر بوده است. مجموع پاسخ حالت صفر و پاسخ ورودی‌صفر، پاسخ کامل مدار را تشکیل می‌دهد.